# Liste der Monuments historiques in Halles-sous-les-Côtes
Die Liste der Monuments historiques in Halles-sous-les-Côtes führt die Monuments historiques in der französischen Gemeinde Halles-sous-les-Côtes auf.

## Liste der Objekte
| Bezeichnung           | Beschreibung                          | Standort                           | Kennzeichnung | Schutzstatus | Datum | Bild |
| --------------------- | ------------------------------------- | ---------------------------------- | ------------- | ------------ | ----- | ---- |
| Skulptur Heilige Anna | Holz, farbig gefasst, 18. Jahrhundert | in der Kirche St-Barthélemy (Lage) | PM55001893    | Inscrit      | 2001  |      |